# Melanolophia mallea
Melanolophia mallea là một loài bướm đêm trong họ Geometridae.